# Attacco contro Mehmed Ali Pascià
L'Attacco contro Mehmed Ali Pascià, noto nella storiografia albanese come Azione di Gjakova (in albanese Aksioni i Gjakovës), fu intrapreso dal 3 al 6 settembre 1878 dal Comitato di Gjakova della Lega di Prizren nella tenuta di Abdullah Pascià Dreni presso Gjakova. Durante la battaglia vennero uccisi Mehmed Ali Pascià, il Müşir (maresciallo) ottomano che doveva controllare la cessione della regione prevalentemente albanese di Plav e Gusinje al Principato del Montenegro, Abdullah Pascià Dreni, un importante funzionario della regione ed ex membro della Lega, molti soldati ottomani e i volontari del Comitato di Gjakova.
L'attacco fu la prima operazione militare della Lega di Prizren e segnò l'inizio delle ostilità tra l'organizzazione e l'Impero Ottomano. A livello internazionale, fu la prima di una serie di battaglie che cambiarono i termini del Congresso di Berlino per quanto riguarda le cessioni al Montenegro e si conclusero con l'assedio di Dulcigno, che determinò i confini montenegrini fino alle Guerre balcaniche.

## Eventi
Secondo il Trattato di Berlino, la regione di Plav e Gusinje doveva essere ceduta dall'Impero Ottomano al Principato del Montenegro. Come ogni altro protocollo del trattato che riguardava l'annessione di aree dell'impero abitate da albanesi, anche questo fu contrastato con veemenza dalla Lega di Prizren, un'organizzazione albanese il cui obiettivo era la promozione dell'autogoverno albanese. Mentre altre decisioni del trattato osteggiate dalla Lega alla fine non vennero attuate, riducendo così i guadagni territoriali dei rispettivi Stati firmatari, Plav e Gusinje vennero incluse nell'area da cedere. Le numerose proteste della Lega allo Stato ottomano e alle Grandi Potenze vennero ignorate, mentre l'ultimatum russo, che tra l'altro stabiliva che le truppe russe non avrebbero evacuato la Rumelia orientale a meno che non fosse stata completata l'incorporazione di quelle aree al Montenegro, accelerò gli sforzi ottomani per completare la cessione.
Il 20 agosto, il ministero ottomano degli Affari esteri informò Nicola I del Montenegro che Mehmed Ali Pascià era stato designato per portare a termine il processo. Il primo compito del maresciallo era quello di pacificare la lega per evitare conflitti di confine durante il trasferimento del territorio. Tuttavia, Mehmed Ali Pascià era molto impopolare tra gli albanesi, in quanto era stato il rappresentante ottomano al Congresso di Berlino e nel 1871 aveva guidato le truppe ottomane durante una rivolta albanese. Arrivato a Prizren il 25 agosto, convocò una riunione con i principali membri della lega il giorno seguente e diede loro un ultimatum di 24 ore per cessare le loro attività contro il trasferimento del territorio. Il 27 agosto, nessuno dei leader partecipò alla nuova riunione e un membro locale uccise il telegrafista del maresciallo nel caffè Marash della città. Per evitare l'escalation di attacchi, il 31 agosto Mehmed Ali Pascià lasciò Prizren e rinforzato con tre battaglioni si trasferì a Gjakova, dove era di stanza nella tenuta di Abdullah Pascià Dreni, un ex leader del comitato della Lega locale che si era unito alla fazione ottomana.
Poiché il 1º settembre le strade da Gjakova al confine ottomano-montenegrino erano state bloccate dalle forze volontarie comandate da Ali Pascià di Gusinje, un leader dei comitati di Plav e Gusinje, Mehmed Ali Pascià ha prolungato la sua permanenza a Gjakova e ha atteso l'arrivo di un altro battaglione da Mitrovica e di mercenari da Fandi. Il giorno successivo, 4 500 truppe volontarie guidate da Ahmet Koronica e Sulejman Vokshi bloccarono tutte le strade della regione e i rappresentanti del Comitato di Gjakova annunciarono ad Abdullah Pascià Dreni che se non si fosse arreso sarebbe stato considerato un ottomano durante l'attacco della Lega. Il 3 settembre iniziò la battaglia con gravi perdite da entrambe le parti e fu concordato un cessate il fuoco di 24 ore per i negoziati. La sera del 4 settembre fu segnata dalla continuazione della battaglia, che il giorno successivo si ridusse per lo più a conflitti di basso livello, poiché i molti soldati ottomani si arresero, mentre i soldati del battaglione di Mitrovica, molti dei quali erano albanesi, disertarono i loro ranghi e si unirono alle forze volontarie al loro arrivo.
Nell'ultimo giorno dell'attacco la tenuta fu bruciata e Abdullah Pascià Dreni e Mehmed Ali Pascià furono uccisi. In totale, i morti furono circa 280 e i feriti 300. Tra gli altri, Shaqir Aga Curri, uomo di fiducia di Abdullah Pascià e padre del leader Kachak Bajram Curri. L'incapacità degli Ottomani di completare la cessione al Montenegro, evidenziò a livello internazionale l'alto livello di instabilità del Paese anche dopo il congresso del 1878. Inizialmente vennero inviati grandi contingenti di truppe da Salonicco a Skopje e Ferizaj, ma poiché il governo ottomano riteneva troppo alto il rischio di una rivolta generale vennero richiamati e venne emesso un comunicato ufficiale che attribuiva l'attacco a "elementi inconsapevoli che sarebbero stati affrontati col tempo". Il Sultano convocò anche Mustafa Tetova, allora presidente del Comitato centrale di Prizren, che dopo il suo ritorno a Prizren organizzò una contro-riunione con i delegati della Lega. All'interno dell'organizzazione, il successo dell'attacco, che fu la prima operazione militare della Lega, provocò l'ascesa delle sottofazioni autonomiste e indipendentiste, principalmente sotto Abdyl Frashëri, che presiedeva l'assemblea del Comitato di Stamboll. Il 27 settembre le decisioni dell'assemblea, che tra l'altro prevedevano l'unificazione di tutte le aree abitate da albanesi in un unico vilayet con la massima autonomia, furono pubblicate sul Tercuman-i Sark, un giornale di proprietà di Sami Frashëri nella capitale ottomana.